# Steinberg (Farven)
Farven-Steinberg ist ein Wohnplatz in der Gemeinde Farven im niedersächsischen Landkreis Rotenburg (Wümme).

## Geographie und Verkehrsanbindung
Der Steinberg liegt unweit des Kernorts an der K 127 zwischen Farven und Byhusen. Eine Nebenstraße führt auch nach Baaste. Nahe dem Ort fließt die Bever entlang. Die K 127 führt im Norden weiter nach Hesedorf, wo sie in die L 123 mündet, die Anschluss nach Bremervörde, Kutenholz und Horneburg bietet. 
Koordinaten: 53° 26′ 26″ N, 9° 18′ 16″ O